# Victor Serge
Víktor Lvóvitx Kibàltxitx, més conegut com a Victor Serge, (en francès [viktɔʁ sɛʁʒ], Brussel·les, 30 de desembre de 1890 - Ciutat de Mèxic, 17 de novembre de 1947) fou un intel·lectual comunista. Els seus pares eren naródniki exiliats a Brussel·les. Militant anarquista, la revolució d'octubre el va dur al comunisme. El febrer del 1919 arribà a Petrograd i s'uní al Partit Comunista Bolxevic. Treballà a la Komintern com a periodista, editor i traductor. Entre d'altres llengües, parlava perfectament l'esperanto. Representant de la Komintern a Alemanya, treballà en la insurrecció fallida de tardor del 1923. Aquella experiència el dugué als rengles de l'Oposició d'Esquerres, de la qual fou figura cabadal a Leningrad. El 1928 fou expulsat del partit i empresonat, però després fou alliberat. Es guanyà aleshores la vida amb novel·les, la majoria de les quals es publicaven a França. El 1933 fou arrestat i deportat. L'abril del 1936, després d'una campanya internacional, fou expulsat de la Unió Soviètica. Aleshores renovà el contacte amb Lev Trotski, però aviat trencaren. Tot i així, col·laborà amb Narcís Molins i Fàbregas en la defensa del Partit Obrer d'Unificació Marxista (POUM). El 1940 fugí de París, poc abans de la caiguda de la ciutat a mans nazis, i es desplaçà a Mèxic.

## Obres
- S'il est Minuit dans le Siècle (1939), novel·la
- L'An I de la Révolution russe (1928), assaig
- El naixement de la nostra força (traducció de Naissance de notre force, 1931)